# Valla, Linköping

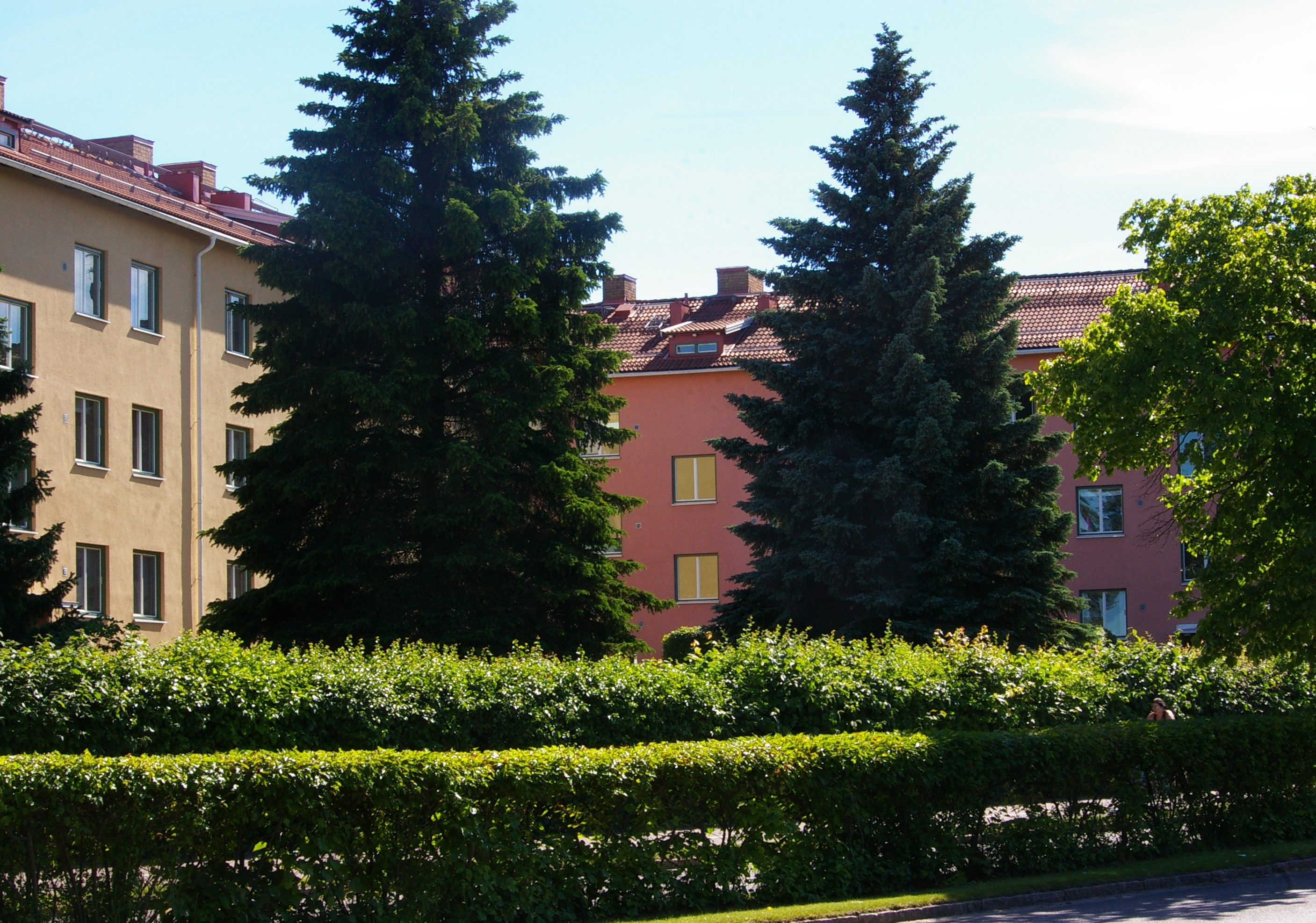
Flerfamilshus i Östra Valla. Malmslättsvägen syns i nederkant på bilden.

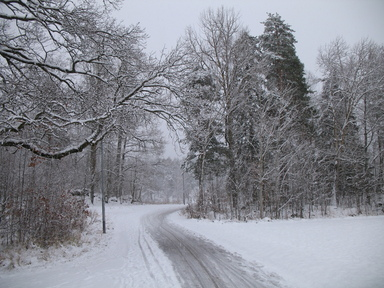
En cykelväg genom Vallaskogen i Östra Valla

Valla är två stadsdelar (östra och västra) med ursprung i Valla gård i västra Linköping, Linköpings kommun, belägna söder om Malmslättsvägen.
Stadsdelen Östra Valla innefattar Centrala griftegårdarna, T1 och Ebbepark, friluftsmuseet Gamla Linköping och Vallaskogen och sträcker sig in mot innerstaden och hänger ihop med tätorten Linköping.
Stadsdelen Västra Valla innefattar friluftsområdet Valla gård, Valla folkhögskola, Campus Valla (Linköpings universitet) och det 2017 uppförda bostadsområdet Vallastaden och gränsar mot Mjärdevi i väster och Lambohov i söder.
Stadsdelarna har sitt ursprung i herrgården med samma namn. Ett brev från kung Valdemar 1251 är utfärdat i kungsgården "Vallum". Det är dock oklart om det avser Valla, några andra belägg för en kungsgård här finns inte. Byn omtalas dock i flera dokument under 1300- och 1400-talen. Under 1500-talet omfattade byn tre mantal kronojord. Under 1600-talet gick gårdarna från krono- till skattejord. I sambamd med storskiftet 1773 ägdes alla gårdarna av häradshövding Lars Sparschuch. Johan Gustaf Westman (inflyttad 1799, död 1856) lät lägga byn under gemensam drift under Valla gård. Valla gård med underlydande ägor donerades 1933 av Henric Westman på hans 80-årsdag till Westman-Wernerska stiftelsen som förvaltas av Linköpings stad.
Det nuvarande bostadsområdet T1 vid Kaserngatan uppfördes 1911 som kaserner för Östgöta trängkår (T 6), från 1928 för Svea trängkår (T 1). Militärerna flyttade ut i slutet av 1980-talet och området blev bostäder och skolor. Nordväst om kasernområdet etablerades 1913 Wahlbecks Fabriker (repslageri, mattor). Efter att tillverkningen lades ner i början av 1970-talet, köpte kommunen de gamla fabrikslokalerna som under namnet "Valla industriområde" har inrymt olika verksamheter. År 2000 byttes namnet till "Wahlbecks Företagspark" och 2015 till "Ebbepark" för att hedra mattfabrikens direktör Ebbe Wahlbeck.
En generalstadsplan för Linköping drogs upp 1923 under stadsarkitekt Gustaf Linden. Planen avrådde från stadsbebyggelse i väster på grund av svårigheter att ansluta till avloppsnätet. Den första bostadsbebyggelsen i Östra Valla var 1930-talets egnahemshus väster om Westmansgatan. Från 1940-talet tillkom trevånings lägenhetshus samt butiker och bensinstationer vid Malmslättsvägen som från 1945 även kallades Riksettan. Den breddades 1957 till fyrfilig bilväg med gång- och cykelvägar på båda sidorna.
I samband med uppförandet av Ångströmshuset på Linköpings universitets område i Valla påträffades ett vikingatida boplatsläge som troligen är föregångare till det medeltida byläget i Valla. Gårdsläget övergavs på 1000-talet.

## Gränsande stadsdelar
Valla gränsar till stadsdelarna Gottfridsberg, Innerstaden, Ekkällan, Garnisonen, Lambohov, Mjärdevi, Djurgården och Ryd.